# Odelzhausen
Odelzhausen este o comună aflată în districtul Dachau, landul Bavaria, Germania.

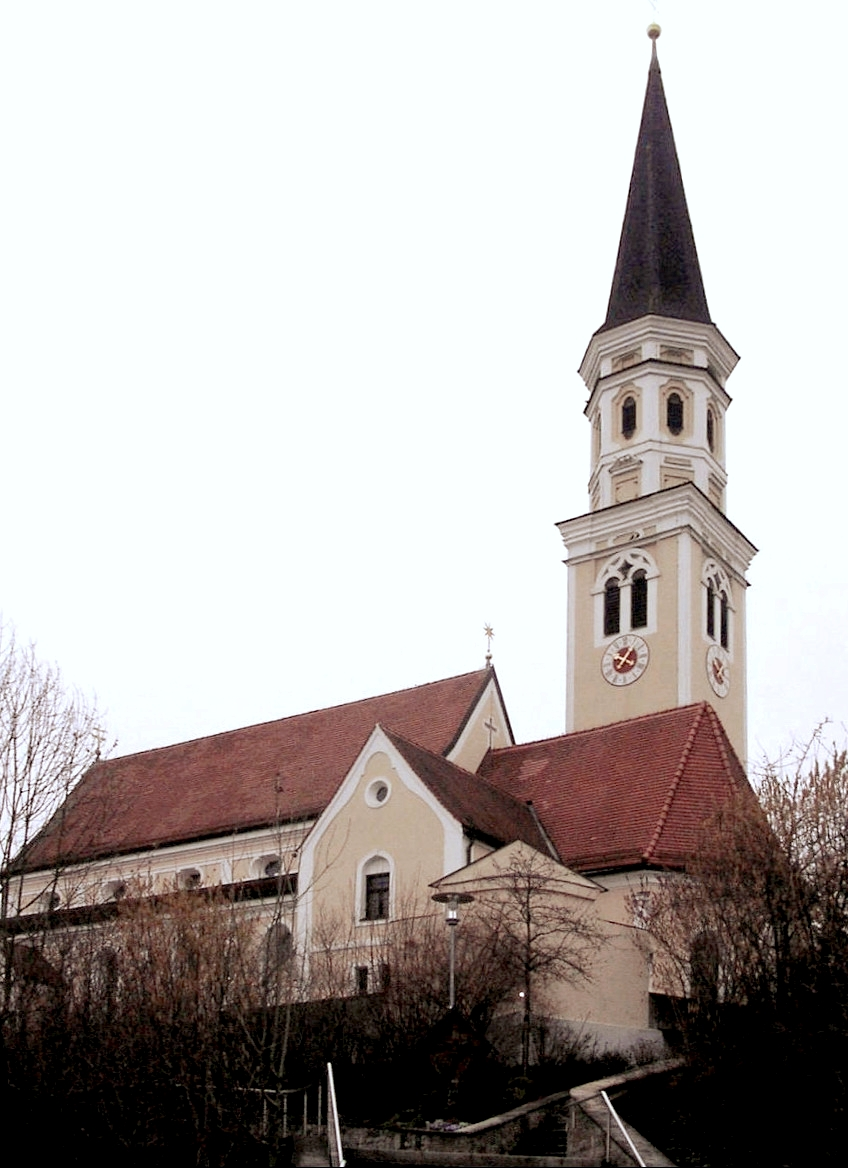
St. Benedikt Odelzhausen